# Frank Rijkaard
Franklin Rijkaard, dit Frank Rijkaard, né le 30 septembre 1962 à Amsterdam, est un footballeur international néerlandais devenu entraîneur.
D'origine surinamienne, Rijkaard est l'un des meilleurs milieux européens de son époque. Évoluant au poste de milieu défensif, il forme avec ses compatriotes Marco van Basten et Ruud Gullit un trio qui règne sur l'Europe du football à la fin des années 1980 et au début des années 1990, tant avec le Milan AC de Arrigo Sacchi puis de Fabio Capello, ainsi, dans une moindre mesure, qu'avec l'équipe nationale des Pays-Bas. Devenu entraîneur, il remporte avec le FC Barcelone la Ligue des champions en 2006. Il fait partie du club des Cent.

## Carrière de joueur

### Débuts

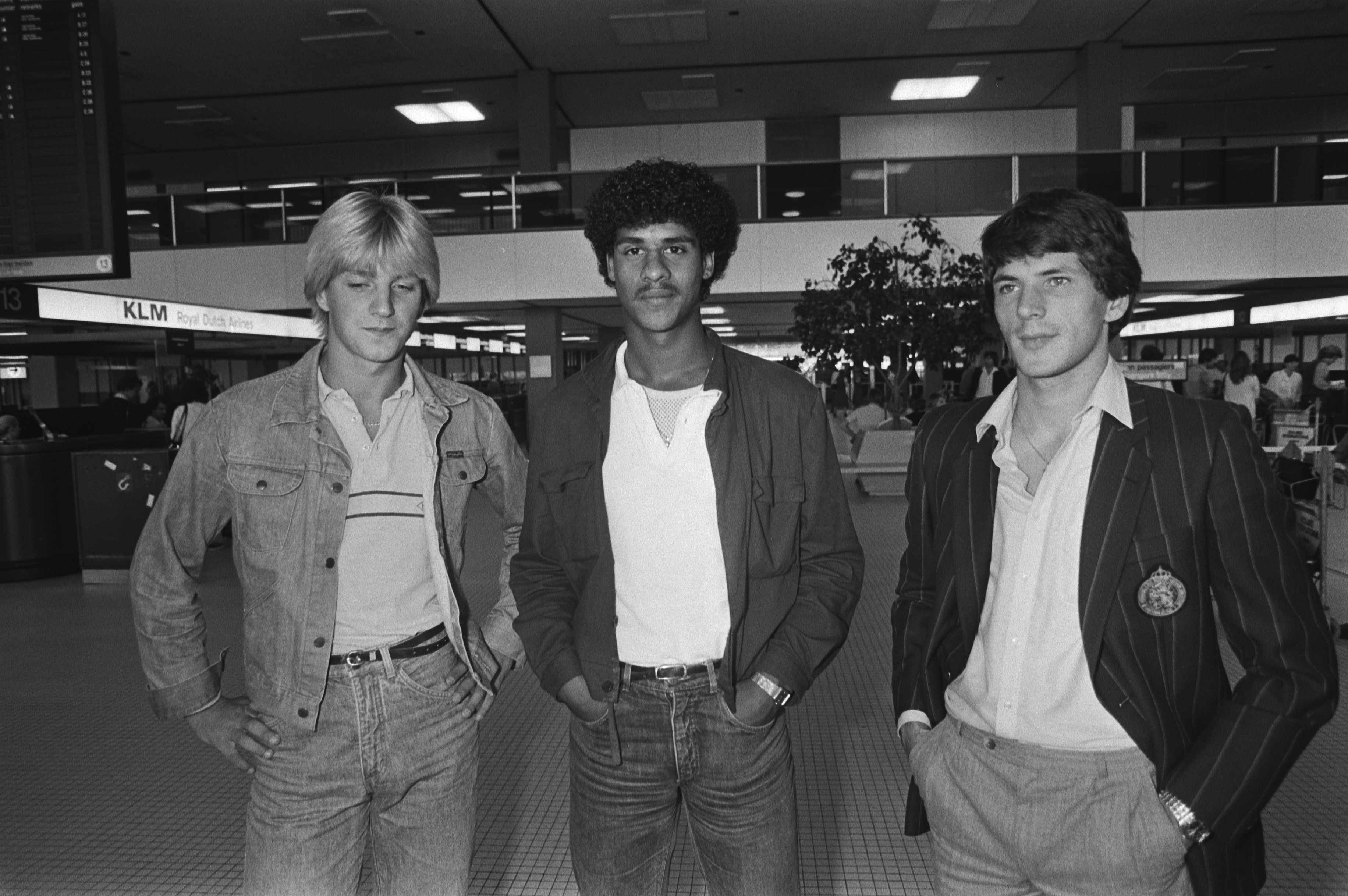
Wim Kieft (gauche) et Frank Rijkaard (centre), joueurs de l'Ajax Amsterdam, posent avec Willy Janssen (droite), joueur du PSV Eindhoven, pour une photographie en 1981.

Frank Rijkaard fait ses débuts professionnels à dix-sept ans en Eredivisie (championnat néerlandais de première division). Le jeune espoir de l'Ajax, lancé par Leo Beenhakker marque dès son premier match contre Go Ahead Eagles en 1980. Rapidement, il devient un cadre de l'équipe et remporte ses premiers trophées. Entre 1980 et 1987, il gagne trois titres de champion, trois coupes des Pays-Bas et une Coupe des coupes en 1987.
Il est sélectionné en équipe nationale des Pays-Bas en 1981.

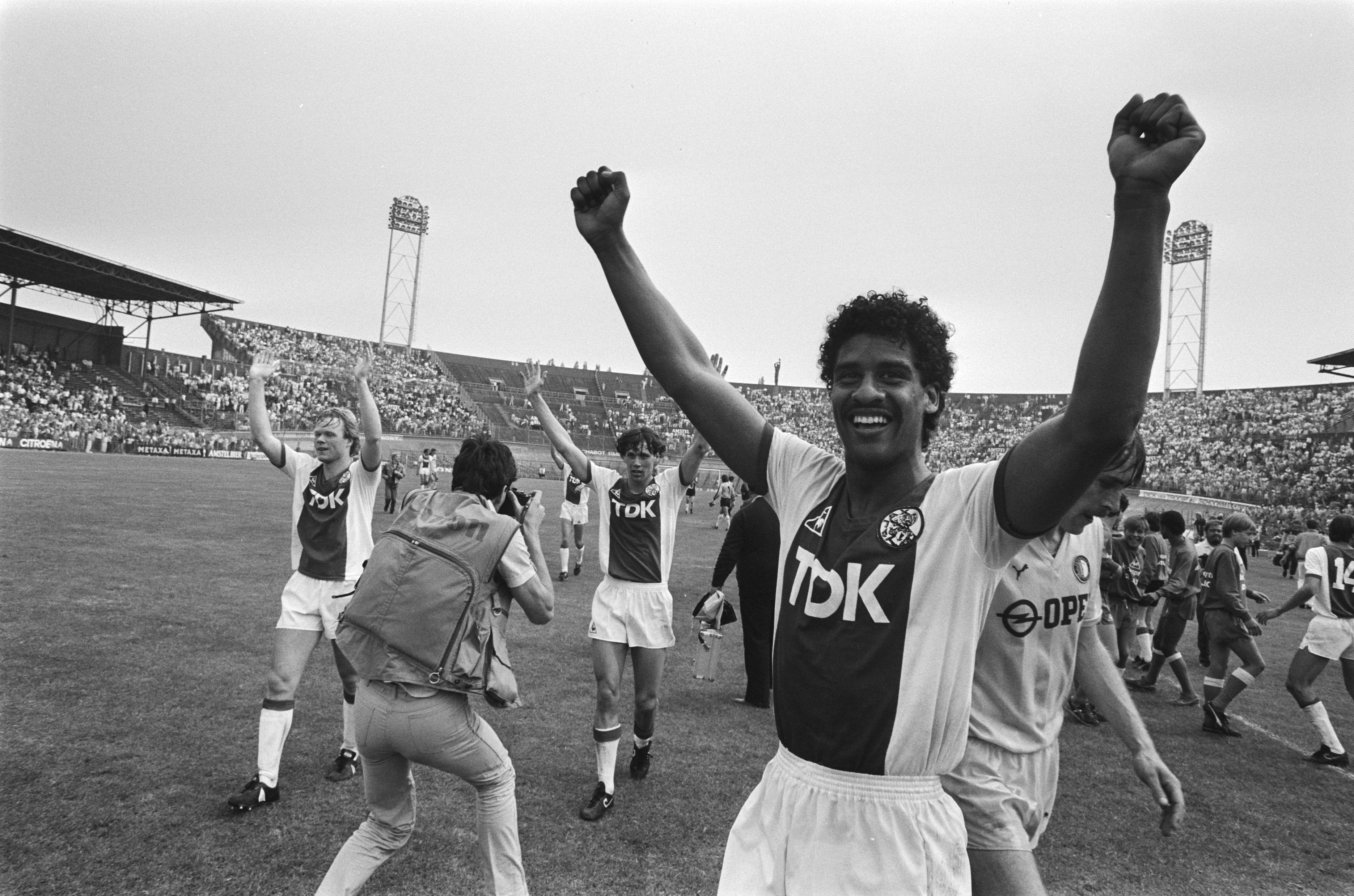
Rijkaard célèbre une victoire de 4 buts à 2 avec l'Ajax Amsterdam face au Feyenoord Rotterdam.

En 1987, il quitte l'Ajax après être entré en conflit avec son entraîneur Johan Cruijff. Il déclare alors ne jamais plus vouloir jouer sous ses ordres,. Il signe au Sporting Portugal mais il est prêté au Real Saragosse avec qui il ne dispute que onze matchs.

### Années milanaises
1988 est une grande année pour Rijkaard. Il remporte avec son ami d'enfance Ruud Gullit et avec Marco Van Basten, l'Euro 1988. Il s'agit du premier titre international pour la sélection. Frank Rijkaard, associé à Ronald Koeman en défense centrale, est l'un des grands artisans de cette victoire. Cette année-là, il rejoint aussi le Milan AC, club avec lequel il va remporter ses plus grands trophées et acquérir une dimension incroyable.
Au sein du club lombard, Frank Rijkaard retrouve ses compatriotes Ruud Gullit et Marco van Basten, avec qui il développe un jeu spectaculaire et efficace qui leur permet de conquérir l'Europe du football. Mais plus que les titres, c'est la manière qui impressionne. En 1989, les Milanais écrasent le Real Madrid 5 à 0 en demi-finale retour de la coupe des clubs champions. Lors de ce tournoi, ils gagnent la finale en battant le Steaua Bucarest 4 à 0.
L'année suivante, Milan remporte de la coupe d'europe. Frank Rijkaard inscrit le seul but de la finale.
Rijkaard n'est pas le plus spectaculaire des trois Néerlandais, mais sûrement celui qui apporte le plus de stabilité à l'équipe. À l'époque, il est considéré comme l'un des meilleurs milieux du monde.

### Avec les Pays-Bas

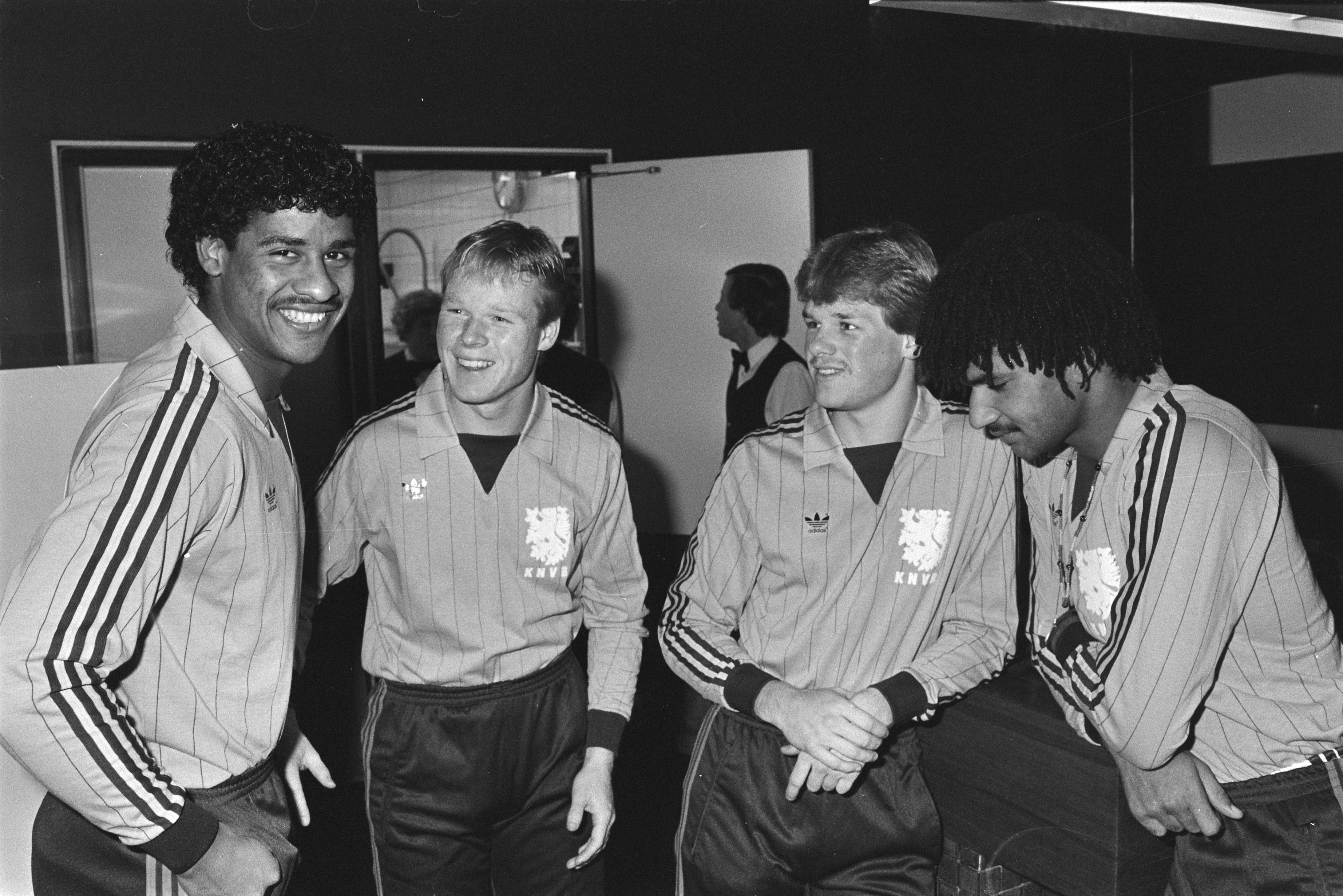
Rijkaard (gauche) avec les frères Ronald et Erwin Koeman (centre) et Ruud Gullit (droite), en 1983.

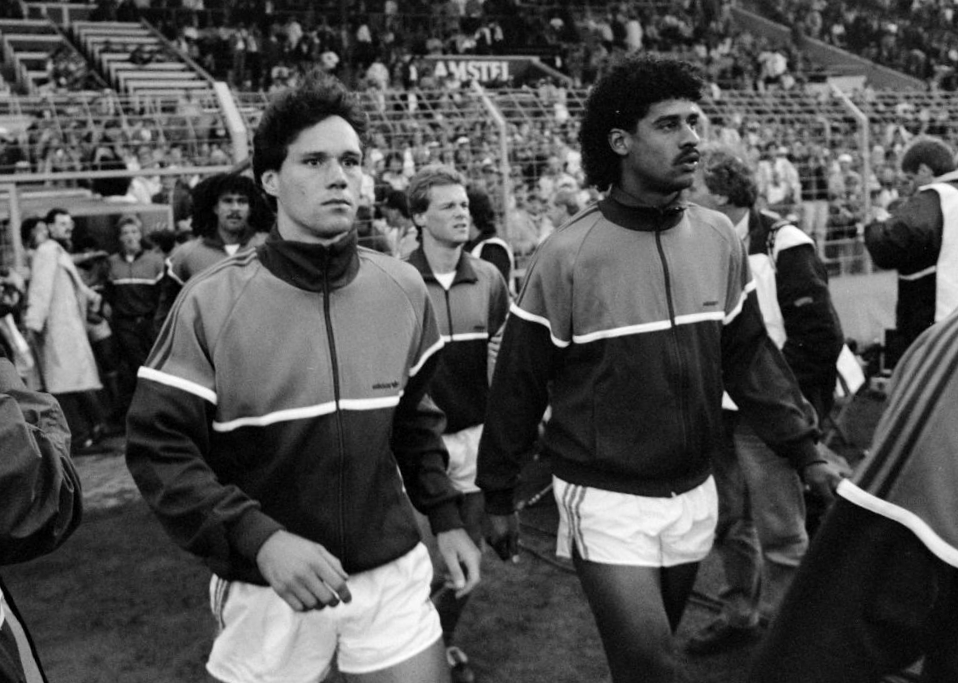
Rijkaard (droite) au côté de Marco van Basten (gauche) avec les Pays-Bas, en 1988.

En parallèle de sa carrière en club, Frank Rijkaard mène une carrière en sélection, qui reste cependant bien moins prolifique. Vainqueur du Championnat d'Europe 1988, il n'arrive pas à gagner d'autres trophées avec les Oranje. Le trio néerlandais du Milan AC a plus de mal à se récréer en sélection. Après 1988, Frank Rijkaard dispute 3 grandes compétitions internationales : la Coupe du monde de 1990, le Championnat d'Europe 1992 et la Coupe du monde de 1994. À chaque fois, les Pays-Bas sont battus par les futurs vainqueurs du tournoi.
Lors de la Coupe du monde de 1990, les Pays-Bas après un premier tour sans relief, rencontrent leur rival historique, l'Allemagne en huitième de finale. Lors d'un coup franc, Völler plonge dans la surface de réparation devant le gardien néerlandais Hans van Breukelen. Cela provoque la colère de ce dernier, qui estime que l'allemand veut provoquer un penalty. Rijkaard arrive alors et tord l'oreille de Völler, avant de lui cracher dessus. L'arbitre expulse les deux joueurs sur l'action. Völler affirme plus tard qu'il ne comprend pas pourquoi il est expulsé alors qu'il se fait cracher dessus. En 1996, après des excuses de Rijkaard, les deux joueurs affirment s'être réconciliés.
Lors du Championnat d'Europe des nations 1992, le Danemark élimine les Néerlandais en demi-finale, aux tirs au but. Frank Rijkaard réalise un match jugé bon malgré la défaite, inscrivant le but de l'égalisation à 2-2.
La Coupe du monde de 1994 est la dernière compétition disputée par Rijkaard. Bien moins rayonnant que lors des précédents tournois, il s'incline en quart de finale contre le Brésil. Ce sera son dernier match en sélection.

### Fin de carrière
En 1993, Rijkaard quitte le Milan AC après sa défaite en finale de Ligue des champions contre l'Olympique de Marseille. Il sera remplacé quelques mois plus tard à son poste de milieu défensif par Marcel Desailly. C'est la fin d'une ère pour le club milanais, puisque dans le même temps, Ruud Gullit, en froid avec Fabio Capello, part à la Sampdoria, tandis que Marco van Basten, miné par des blessures récurrentes à la cheville, ne rejouera plus jamais au football.
Rijkaard rejoint alors le club de ses débuts, l'Ajax Amsterdam. Associé à Danny Blind en défense centrale, il joue le rôle de mentor pour la génération montante du club néerlandais : Clarence Seedorf, Edgar Davids et Patrick Kluivert. En 1995, sous la houlette de l'entraîneur Louis van Gaal, il remporte le dernier titre de sa carrière : une troisième Ligue des champions remportée contre son ancien club, le Milan AC. Lors de la finale, il offrira le seul but du match à Patrick Kluivert.

## Style de jeu

### Profil du joueur
Joueur puissant (1,90 m, 80 kg), Rijkaard fut surtout un « travailleur de l'ombre », c'est-à-dire attaché à la récupération du ballon, et aux rôles défensifs. C'est pour cela qu'il a toujours évolué entre le rôle de défenseur central et de milieu défensif durant sa carrière. Néanmoins, il fut aussi un excellent organisateur de jeu qui n'hésitait pas à participer à l'attaque. Doué techniquement, et bon de la tête, il avait de par son physique une grosse présence sur le terrain.

### Le trio Rijkaard-Gullit-Van Basten
La réussite du Milan AC et de l'équipe nationale des Pays-Bas à la fin des années 1980 sont indissociables du trio magique néerlandais,,. Fait unique dans l'histoire du football, les trois Néerlandais accumulent les trois premières places du Ballon d'or  en 1988. Performance presque égalée l'année suivante, Franco Baresi, capitaine du Milan AC, venant s'intercaler entre Van Basten et Frank Rijkaard.
Jusqu'en 1992, le trio surfe sur la vague du succès. Mais les blessures à répétition de l'attaquant néerlandais, conjuguées à la baisse de forme visible de Gullit, mettent brutalement fin à cette success story. Jusqu'à son départ à l'Ajax et sa retraite internationale, Rijkaard reste cependant un titulaire inamovible, entretenant ainsi le souvenir du formidable trio qui sévissait jadis aux quatre coins de l'Europe.

## Carrière d'entraîneur

### Débuts aux Pays-Bas
Il commence sa carrière d'entraîneur en prenant les rênes de l'équipe nationale des Pays-Bas en 1998. Cette prise en main est accompagnée de scepticisme de la part des médias et du public, du fait de son inexpérience dans la fonction. Le fait que les Pays-Bas accueillent le Championnat d'Europe des Nations 2000, accentue la pression sur les épaules de Rijkaard, condamné à y faire bonne figure. La sélection orange sera éliminée en demi-finale, aux tirs au but contre l'Italie.
En 2002, il prendra le poste d'entraîneur du Sparta Rotterdam mais le club sera relégué à la fin de la saison (pour la première fois de son histoire) et Rijkaard sera licencié.

### FC Barcelone
Il  devient l'entraîneur du FC Barcelone en 2003, perpétuant ainsi la tradition de joueurs et entraîneurs néerlandais en Catalogne. Il a bénéficié de la nomination de Joan Laporta à la présidence du club catalan et de l'appui de Johan Cruijff qui l'a conseillé à Laporta. Son arrivée a coïncidé avec celle de Ronaldinho.
Frank Rijkaard remporte avec Barcelone deux titres de champion d'Espagne en 2005 et 2006. Pendant la saison 2005-2006, le Barca n'aura eu aucun rival dans le championnat et aura approché le record de victoires consécutives en championnat (quinze), détenu par le Real Madrid de Di Stefano, en s'arrêtant à quatorze (record battu par le Barça de Pep Guardiola en 2011 avec seize victoires consécutives).
Le 17 mai 2006 il remporte la Ligue des champions en battant Arsenal 2-1, la deuxième pour Barcelone après celle de 1992.
La saison 2007-2008 est un échec pour l'entraîneur. Malgré la révélation du jeune Lionel Messi, l'équipe finit à la 3ème place du championnat, loin derrière le Real Madrid, et se retrouve éliminé en demi-finale de la Ligue des Champions.  Lors du clasico face au Real Madrid son équipe perd 4-1, une humiliation pour les socios du Barça, qui demandent la démission de leur entraîneur, du président ainsi que la vente de Deco et Ronaldinho.[style à revoir]
À la fin de la saison 2007/2008, il sera remplacé par Josep Guardiola au poste d'entraîneur du FC Barcelone. Son mandat de cinq ans à la tête du club aura été le 3e plus long de l'histoire du club, après les 8 ans de Johan Cruijff (1988-1996) et les 7 ans de Jack Greenwell (1917-1924).
Reconnu pour être adepte d'un football très offensif où les joueurs donnent libre cours à leur talent individuel, développant ainsi un football spectaculaire, son style de management et de gestion de l'équipe s'inspire d'entraîneurs comme Johan Cruijff, Carlo Ancelotti ou Guus Hiddink,.

### Fin de carrière
En juin 2009, il signe un contrat de deux ans avec le club turc de Galatasaray. Au terme de la première saison le club termine sur le podium, à la 3e place, ratant ainsi une qualification en Ligue des champions. La saison 2010-2011 commence très mal pour le club rouge et jaune puisqu'après 8 journées, il pointe à la 9e place du classement, à huit points du leader, Bursaspor. Après une défaite 4-2 contre Ankaragücü, Rijkaard est remercié par les dirigeants du club et démis de ses fonctions,. Le néerlandais est remplacé par le Roumain Gheorghe Hagi le 21 octobre 2010.
En juillet 2011, il est nommé sélectionneur de l'Arabie saoudite. Le 16 janvier 2013, à la suite de l'élimination de son équipe dès le premier tour de la Coupe du Golfe a Bahreïn, Rijkaard est limogé de son poste de sélectionneur.
En mars 2014, Rijkaard annonce mettre un terme à sa carrière d’entraîneur pour se consacrer pleinement à son métier de consultant,.

## Statistiques

### Statistiques de joueur
| Saison                | Club                  | Championnat           | Championnat | Championnat | Coupe(s) nationale(s) | Coupe(s) nationale(s) | Supercoupe | Supercoupe | Compétition(s) continentale(s) | Compétition(s) continentale(s) | Compétition(s) continentale(s) | Autres compétitions | Autres compétitions | Pays-Bas | Pays-Bas | Total | Total |
| Saison                | Club                  | Division              | M.          | B.          | M.                    | B.                    | M.         | B.         | Comp.                          | M.                             | B.                             | M.                  | B.                  | M.       | B.       | M.    | B.    |
| 1980-1981             | Ajax Amsterdam        | Eredivisie            | 24          | 4           | -                     | -                     | -          | -          | C1                             | 1                              | 1                              | -                   | -                   | -        | -        | 25    | 5     |
| 1981-1982             | Ajax Amsterdam        | Eredivisie            | 27          | 5           | -                     | -                     | -          | -          | -                              | -                              | -                              | -                   | -                   | 4        | 0        | 31    | 5     |
| 1982-1983             | Ajax Amsterdam        | Eredivisie            | 25          | 3           | 8                     | 1                     | -          | -          | -                              | -                              | -                              | -                   | -                   | 3        | 0        | 36    | 4     |
| 1983-1984             | Ajax Amsterdam        | Eredivisie            | 23          | 9           | 3                     | 1                     | -          | -          | C1                             | 1                              | 0                              | -                   | -                   | 3        | 2        | 30    | 12    |
| 1984-1985             | Ajax Amsterdam        | Eredivisie            | 34          | 7           | 3                     | 1                     | -          | -          | C3                             | 4                              | 1                              | -                   | -                   | 3        | 0        | 44    | 9     |
| 1985-1986             | Ajax Amsterdam        | Eredivisie            | 30          | 9           | 6                     | 4                     | -          | -          | C2                             | 2                              | 0                              | -                   | -                   | 3        | 0        | 41    | 13    |
| 1986-1987             | Ajax Amsterdam        | Eredivisie            | 34          | 7           | 5                     | 0                     | -          | -          | C2                             | 9                              | 2                              | -                   | -                   | 7        | 0        | 55    | 9     |
| 1987-1988             | Ajax Amsterdam        | Eredivisie            | 8           | 3           | -                     | -                     | -          | -          | C2                             | 1                              | 1                              | -                   | -                   | 1        | 0        | 10    | 4     |
| Sous-total            | Sous-total            | Sous-total            | 205         | 47          | 25                    | 7                     | -          | -          | -                              | 18                             | 5                              | -                   | -                   | 24       | 2        | 272   | 61    |
| 1988                  | Real Saragosse (prêt) | Primera División      | 11          | 0           | -                     | -                     | -          | -          | -                              | -                              | -                              | -                   | -                   | 7        | 0        | 18    | 0     |
| Sous-total            | Sous-total            | Sous-total            | 11          | 0           | -                     | -                     | -          | -          | -                              | -                              | -                              | -                   | -                   | 7        | 0        | 18    | 0     |
| 1988-1989             | Milan AC              | Serie A               | 31          | 4           | 6                     | 0                     | 1          | 1          | C1                             | 9                              | 1                              | -                   | -                   | 6        | 0        | 53    | 6     |
| 1989-1990             | Milan AC              | Serie A               | 29          | 2           | 6                     | 0                     | -          | -          | C1                             | 9                              | 2                              | 3                   | 0                   | 9        | 1        | 56    | 5     |
| 1990-1991             | Milan AC              | Serie A               | 30          | 3           | 2                     | 0                     | -          | -          | C1                             | 4                              | 0                              | 3                   | 3                   | -        | -        | 39    | 6     |
| 1991-1992             | Milan AC              | Serie A               | 30          | 5           | 5                     | 0                     | -          | -          | -                              | -                              | -                              | -                   | -                   | 10       | 3        | 45    | 8     |
| 1992-1993             | Milan AC              | Serie A               | 22          | 2           | 5                     | 0                     | -          | -          | C1                             | 6                              | 3                              | -                   | -                   | 6        | 0        | 39    | 5     |
| Sous-total            | Sous-total            | Sous-total            | 142         | 16          | 24                    | 0                     | 1          | 1          | -                              | 28                             | 6                              | 6                   | 3                   | 31       | 4        | 232   | 30    |
| 1993-1994             | Ajax Amsterdam        | Eredivisie            | 30          | 10          | 4                     | 0                     | 1          | 0          | C2                             | 6                              | 1                              | -                   | -                   | 11       | 4        | 52    | 15    |
| 1994-1995             | Ajax Amsterdam        | Eredivisie            | 26          | 2           | 2                     | 0                     | 1          | 0          | C1                             | 10                             | 0                              | -                   | -                   | -        | -        | 39    | 2     |
| Sous-total            | Sous-total            | Sous-total            | 56          | 12          | 6                     | 0                     | 2          | 0          | -                              | 16                             | 1                              | -                   | -                   | 11       | 4        | 91    | 17    |
| Total sur la carrière | Total sur la carrière | Total sur la carrière | 414         | 75          | 55                    | 7                     | 3          | 1          | -                              | 62                             | 12                             | 6                   | 3                   | 73       | 10       | 613   | 108   |

### Buts internationaux
| Buts en sélection de Frank Rijkaard | Buts en sélection de Frank Rijkaard | Buts en sélection de Frank Rijkaard         | Buts en sélection de Frank Rijkaard | Buts en sélection de Frank Rijkaard | Buts en sélection de Frank Rijkaard | Buts en sélection de Frank Rijkaard |
|                                     | Date                                | Lieu                                        | Adversaire                          | Score                               | Résultats                           | Compétitions                        |
| ----------------------------------- | ----------------------------------- | ------------------------------------------- | ----------------------------------- | ----------------------------------- | ----------------------------------- | ----------------------------------- |
| 1                                   | 17 décembre 1983                    | Stade de Feyenoord, Rotterdam, Pays-Bas     | Malte                               | 3–0                                 | 5 - 0                               | Éliminatoires Euro 1984             |
| 2                                   | 17 décembre 1983                    | Stade de Feyenoord, Rotterdam, Pays-Bas     | Malte                               | 5–0                                 | 5 - 0                               | Éliminatoires Euro 1984             |
| 3                                   | 3 juin 1990                         | Stade Maksimir, Zagreb, Yougoslavie         | Yougoslavie                         | 0–1                                 | 0 - 2                               | Match amical                        |
| 4                                   | 27 mai 1992                         | De Baandert, Sittard, Pays-Bas              | Autriche                            | 0–1                                 | 2 - 3                               | Match amical                        |
| 5                                   | 18 juin 1992                        | Ullevi, Göteborg, Suède                     | Allemagne                           | 1–0                                 | 3 - 1                               | Euro 1992                           |
| 6                                   | 22 juin 1992                        | Ullevi, Göteborg, Suède                     | Danemark                            | 2–2                                 | 2 - 2                               | Euro 1992                           |
| 7                                   | 19 janvier 1994                     | Stade olympique d'El Menzah, Tunis, Tunisie | Tunisie                             | 1–1                                 | 2 - 2                               | Match amical                        |
| 8                                   | 1er juin 1994                       | Stade de Feyenoord, Rotterdam, Pays-Bas     | Hongrie                             | 5–1                                 | 6 - 1                               | Match amical                        |
| 9                                   | 1er juin 1994                       | Stade de Feyenoord, Rotterdam, Pays-Bas     | Hongrie                             | 6–1                                 | 6 - 1                               | Match amical                        |
| 10                                  | 12 juin 1994                        | Varsity Stadium, Toronto, Canada            | Canada                              | 0–3                                 | 0 - 3                               | Match amical                        |

### Statistiques d’entraîneur
Mis à jour le 16 juin 2015
| Équipe           | Division   | Pays     | Début        | Fin             | Stats | Stats | Stats | Stats | Stats   | Stats   | Stats   | Stats |
| Équipe           | Division   | Pays     | Début        | Fin             | J     | V     | N     | D     | Vic. %  | Nul %   | Déf. %  |       |
| ---------------- | ---------- | -------- | ------------ | --------------- | ----- | ----- | ----- | ----- | ------- | ------- | ------- | ----- |
| Pays-Bas         |            |          | juin 1998    | juillet 2000    | 22    | 8     | 12    | 2     | 36,36 % | 54,55 % | 9,09 %  |       |
| Sparta Rotterdam | Eredivisie | Pays-Bas | juin 2001    | mai 2002        | 38    | 6     | 12    | 20    | 15,79 % | 31,58 % | 52,63 % |       |
| FC Barcelone     | Liga       | Espagne  | juillet 2003 | mai 2008        | 273   | 160   | 63    | 50    | 58,61 % | 23,08 % | 18,32 % |       |
| Galatasaray      | Süper Lig  | Turquie  | 5 juin 2009  | 20 octobre 2011 | 67    | 37    | 15    | 15    | 55,22 % | 22,39 % | 22,39 % |       |
| Arabie Saoudite  |            |          | 28 juin 2011 | 16 janvier 2013 | 27    | 7     | 9     | 11    | 25,93 % | 33,33 % | 40,74 % |       |
| Total            | Total      | Total    | Total        | Total           | 427   | 218   | 111   | 98    | 51,05 % | 26 %    | 22,95 % |       |

## Palmarès

### Joueur
Rijkaard a remporté de nombreux titres au cours de sa carrière :

#### En club
- Vainqueur de la Coupe Intercontinentale en 1989 et en 1990 avec le Milan AC
- Vainqueur de la Supercoupe d'Europe en 1989 et en 1990 avec le Milan AC
- Vainqueur de la Coupe d'Europe des Clubs Champions/Ligue des Champions en 1989 et en 1990 avec le Milan AC et 1995 avec l'Ajax Amsterdam
- Vainqueur de la Coupe d'Europe des Vainqueurs de Coupe en 1987 avec l'Ajax Amsterdam
- Champion des Pays-Bas en 1982, 1983, 1985, 1994 et en 1995 avec l'Ajax Amsterdam
- Champion d'Italie en 1992 et en 1993 avec le Milan AC
- Vainqueur de la Coupe des Pays-Bas en 1983, 1986 et en 1987 avec l'Ajax Amsterdam
- Vainqueur de la Supercoupe des Pays-Bas en 1993 et 1994 avec l'Ajax Amsterdam
- Vainqueur de la Supercoupe d'Italie en 1988 et 1992 avec le Milan AC
- Finaliste de la Ligue des Champions en 1993 avec le Milan AC

#### En équipe des Pays-Bas
- 73 sélections et 10 buts entre 1981 et 1994
- Champion d'Europe des Nations en 1988
- Participation au Championnat d'Europe des Nations en 1988 (Vainqueur) et en 1992 (1/2 finaliste)
- Participation à la Coupe du Monde en 1990 (1/8 de finaliste) et en 1994 (1/4 de finaliste)

### Entraîneur
- Vainqueur de la Ligue des Champions en 2006 avec le FC Barcelone
- Champion d'Espagne en 2005 et 2006 avec le FC Barcelone
- Vainqueur de la Supercoupe d'Espagne en 2005 et 2006 avec le FC Barcelone

## Distinctions personnelles et records
- Meilleur joueur du Championnat d'Italie en 1992 avec le Milan AC
- Ballon de Bronze en 1988 et 1989
- Meilleur entraîneur de l'année UEFA en 2006
- Prix Don Balón au Meilleur entraîneur de la Liga en 2005 et en 2006